# Маја Херман Секулић
Маја Херман Секулић (Београд, 17. фебруар 1949) српска је песникиња, романописац, есејисткиња и преводилац.

## Биографија
У Београду е магистрирала 1977. године на Одсеку за општу књижевност Филолошког факултета Универзитета у Београду, а докторирала је 1985. године ( генерација '86.) на Универзитету Принстон (Њу Џерзи, САД). Последњих година живи између Београда и Њујорка. Члан је Удружења књижевника Србије, Српског књижевног друштва, српског и америчког PEN-a и Песничког друштва Америке (PSA).
Предавала је на Принстону (1985—1989) и Ратгерсу (1982—84), била гост-предавач на Универзитетима Харварду, Колумбији, Ајови од 1989. године. Поред академског рада уређивала је између осталих и часопис Night у Њујорку у периоду од 1989. до 1990. године. Стални је сарадник многих наших новина и књижевних и других часописа.

### Песничке збирке
Песме је почела да објављује 1981. године, прво у Књижевним новинама.
- Камерографија, или њујоршки сн(имц)и, Sfairos. 1990.  978-86-81277-53-9..  1140492
- Картографија: Северно-јужни пролаз , КОВ Вршац 1992.  28256519
- Из музеја лутања , Матица српска Нови Сад. 1997.  978-86-363-0384-9..  56882700
- Из пусте земље/Out of the Waste Land, Paidea, 1998. Поема, 978-86-82499-53-4  61165068 објављена на српском и енглеском језику, као ходочашће и пародија на Т. С. Елиота и као ламент над балканском судбином, са опремом и илустрацијама Мирка Илића.[4]
- Иѕабране песме, Иѕбор Матју Бомијеа  : 978-2-37226-049-7
- Госпа од Винче, поема, иѕдавач Пешић и синови. 2017.  978-86-7540-282-4. COBISS.SR-ID 237510668
- Силна Јерина/The Mighty Irina, поема иѕдавач Пешић и синови, 2018.

Песме из ових књига објављене су на енглеском језику у угледним америчким часописома као што су Confrontation и The Paris Review, у Јапану (Printed Matter Tokyo), 1993, 1994. 1997. и уврштене у антологије на енглеском језику (Out of Yugoslavia, North Dakota University, 1993) и немачком (Das Buch der Rånder - Lyrik, Wieser Verlag, 1995), а 2012. И 2013. године изашле су двојезички на енглеском и на француском језику у Recours au Poéme.

### Романи
- Краљ свиле, Народна књига, Мега Хит, Београд, 2000, 2001. 102604300

, под псеудонимом Maya Herman (Hlibris / Random House , 2005). Превод на енглески језик, уједно представља и прво електронско издање књиге српског аутора на енглеском у свету које је изашло у мају 2011. године.
- Слике којих нема, Просвета Београд 2009.[6][7].  978-86-07-01863-5  154608908
- У потрази за Лолитом, (ново, измењено издање романа „Слике које нема“) Мали Немо, Панчево, 2011.[8].  978-86-7972-072-6  186611212
- „, прва америчка дама Србије“, Службени гласник Београд. 2015.  978-86-519-1965-0.
- Ma Belle, The First American Lady of Serbia, Translated from Serbian by Persida Bošković, Geopoetika publishing. 2016.  978-86-6145-252-9. COBISS.SR-ID 227815180

### Есеји
- Скице за портрете, 1992. Збирка есеја и разговора са колегама и пријатељима, америчким и светским ауторима.  978-86-367-0558-2.  28091911
- Књижевност преступа, Матица Српска Нови сад, 1994. Првобитно објављена на енглеском језику у одломцима у часописима James Joyce Quarterly и European Studies Journal, затим као дисертација (The Fall of Hyperbaton: Parodic and Revisionary Stategies in Bely, Joyce and Mann, UMI, Ann Arbor, 1986).  978-86-363-0240-8.  32331788
- Прозор у жаду, 1994. Књига путописа, посвећена путовањима по Тајланду, Вијетнаму, Камбоџи, Бурми. Књига је објављена на енглеском језику под уметничким именом Maya Herman: The Jade Window (1998, D.K. Book House, Bangkok/London).  978-86-07-00851-3.  31904524
- Дигитална галаксија, Беокњига, Београд, 2011. Књига микро есеја о доживљају света кроз нове медије.  978-86-7694-343-2.  186488332
- „“(на енглеском језику), Завод за уџбенике Београд. 2015.  978-86-17-10297-4 неважећи .

### Остале публикације
Поред књига за одрасле, објавила је књигу за децу о слону Лали, Слон Лала Тулипан, или како је откривен порцелан, са илустрацијама Бобана Ђорђевића (Дечје новине) и Sibille Schwarz за енглеско и немачко издање, затим на енглеском поему за децу Lazar, the Lizard in a Blizzard (Waldo Tribune, Southampton).
Написала је предговор за књигу фотографија италијанског фотографа Марка Главиана (Black Horse Book). Појавила се као аутор у књизи Skin угледног француског фотографа Laurent Elie Badessi-ja ( Edition Stemmle, Zurich/New York). Блиско сарађивала са Паолом Мађелијем на драматургији представе најдуже игране представе Харолд и Мод у Београдском драмском позоришту, затим направила адаптацију драме о животу чувене енглеске књижевнице Ребеке Вест, под насловом Та жена: Ребека Вест, која још увек чека своје извођење на српској сцени.

## Преводилачки рад
Ради на пропагирању наше књижевности на енглеском језичком подручју и гради мостове разумевања између култура својим изврсним књижевним преводима са српског на енглески и са енглеског на српски језик.
По позиву из Охаја уредила избор савремене југословенске поезије на енглеском (Micromegas, 1985). Њени преводи наших песника уврштени су у многе антологије на енглеском језику од којих је најзначајнији избор српске поезије од почетка до данас (Serbian Poetry from Beginnings to the Present, уредници Holton и Mihailovic, Yale, New Haven, 1988). Као врсни познавалац англо-америчке и светске књижевности, објавила је многе критике, есеје, приказе, предговоре, капиталне преводе и критичка издања књига класика као и млађих аутора као што је Брет Истон Елис Правила привлачности, два издања(БИГЗ, 1989. Лагуна, 2009).
Од 1976. године, када је као студент, написала први предговор и направила избор за књигу песама Јура Каштелана (Рад, Београд), до данас, објавила је преводе књига аутора као што су два Нобеловца, Сол Белоу (Човек без ослонца) и Патрик Вајт (Ноћ лупежа), теоретичара као што су Кристофер Кодвел (Илузија и стварност) и Стеван Моравски (Марксизам и естетика), или амерички песник Волас Стивенс (Песме нашег поднебља). Својим значајним преводилачким и критичким доприносима, често је прва уносила нова имена и нове појмове који су значајно богатили нашу културу. Међу таквим доприносима налазе се, на пример, њен предговор и превод семиналне књиге Харолда Блума (Антитетичка критика), избор, предговор и превод есеја Нотропа Фраја (Мит и структура) (Свјетлост, Сарајево), као и превод и поговор за књигу Катедрала Рејмонда Карвера (Народна књига, Београд).  978-86-331-0056-4  2491148 .

## Стипендије и награде
За свој рад добила је више изузетно престижних стипендија и награда (Fulbright Scholar, два пута, Princeton University Fellowship четири пута узастопно, AAUW - American Association of University Women, једном).
Јуна 2023. године у Напуљу јој је додељена велика награда „Девет муза за Изврсност у светској књижевности”.